# Thomas Coulter
Thomas Coulter (1793 – 1843) de Dundalk fue un médico, botánico, y explorador. Fue miembro de la Royal Irish Academy, y del Trinity College, de Dublín, donde funda su herbario.
Fue médico de la empresa británica "Real Compañía Minera de Monte", en México, durante el cual colecta flora de la región, y lleva catus vivos al "Jardín Botánico Nacional Irlandés" de Glasnevin. Es muy recordado por sus exploraciones y estudios botánicos en México, Arizona, Alta California, a principios de los 1800s. Luego retorna a Irlanda en 1834; siendo curador del herbario del Trinity College, de Dublín.
Fue corresponsal de Charles Darwin.
- La abreviatura «Coult.» se emplea para indicar a Thomas Coulter como autoridad en la descripción y clasificación científica de los vegetales.[1]